# Bispora antennata
Bispora antennata är en lavart som först beskrevs av Christiaan Hendrik Persoon, och fick sitt nu gällande namn av E.W. Mason 1953. Bispora antennata ingår i släktet Bispora, divisionen sporsäcksvampar och riket svampar.  Arten är reproducerande i Sverige. Inga underarter finns listade i Catalogue of Life.